# Ferdo Bidovec
Ferdo Bidovec, slovenski domoljub, organizator odpora proti fašizmu, * 4. februar 1908, Trst, † 6. september 1930, Bazovica.

## Življenje in delo
Rodil se je v družini tržaškega trgovca Janeza Bidovca, rojenega v Žirovnici. (mati je bila Italijanka Antonia Vianello izvor družine je v Benetkah). V družini je bilo 10 otrok. Ljudsko šolo je obiskoval v Žirovnici, očetovem rojstnem kraju, Ljubljani in Trstu, kjer je 1923 končal tudi dvoletni trgovski tečaj. Od petnajstega leta je sodeloval v  mladinskem društvu Nicolo Tommaseo v katerem se je udejstvoval kot organizator in športnik. Skupaj s Franjom Marušičem je prirejal izlete mladine, ki pa so bili le pretveza za narodnoobrambno delo. Z Marušičem sta skupaj delovala tudi po letu 1927, ko so fašisti ukinili vsa slovenska društva. Leta 1927 je bil vpoklican na služenje vojaškega roka, od koder se je vrnil januarja 1929. Kot politično sumljivega so ga fašistične oblasti nadzorovale tudi po prihodu od vojakov. Istega leta je postal član glavnega odbora organizacije Borba, ki se je kasneje povezala z organizacijo TIGR. Sodeloval je pri požigih italijanskih vrtcev in osnovne šole v Lokvi ter polaganju bomb v tiskarno časopisa Il Popolo di Trieste in pri Svetilniku zmage v Trstu. Vrtci in šole so bili takrat državne in institucije načrtnega poitalijančevanja slovenskih otrok, časopisi z naslovom Il Popolo ... pa propagatorji fašizma. Ko so aretirali vrsto njegovih tovarišev se ni umaknil v ilegalo, temveč je hodil posredovat za njihovo izpustitev. Aretiran je bil 15. aprila 1930. Po večmesečnem zaporu v Koprskih zaporih in mučenjih v Semedelski mučilnici je bil priveden pred posebno sodišče za zaščito države, imenovano Tribunale speciale, ki je za to priložnost zasedalo v Trstu in na t. i. prvem tržaškem procesu obsodilo celo vrsto protifašistov. Sodišče je zasedalo od 1. do 5. septembra 1930. Bidovec je bil skupaj s še tremi tovariši (F. Marušičem, Z. Milošem in A. Valenčičem) obsojen na smrt z ustrelitvijo. Obsodba je bila izvršena 6. septembra 1930 ob 5,43 zjutraj na bazoviškem strelišču. Bidovec se je v zaporu, po obsodbi pa tudi na samem morišču junaško vedel in bodril tovariše. Vse 4 obsojence so na morišču, obrnjene s hrbtom proti puškinim cevem (kar naj bi bila velika sramota) privezali na stole. Tik pred ustrelitvijo se je Ferdo Bidovec uspel obrniti in zavpil proti eksekutorjem: "Sem streljajte, podleži !" Leta 1997 je bil ob petdesetletnici priključitve Primorske Sloveniji posmrtno odlikovan s Zlatim častnim znakom svobode Republike Slovenije za zasluge v zmagovitem boju proti nacifašizmu ter za zvestobo slovenstvu v najhujših časih potujčevanja.